# Szomáliai polgárháború
A szomáliai polgárháború az afrikai Szomáliában dúló háború 1991 óta.

## Előzmények

Szomália politikai megosztottsága 2017 júliusában. Az ábrán feltüntettük az egyes klánok területeit

Szomália belső viszonyai 1991 óta anarchiával jellemezhetőek. Az 1980-as évektől megerősödtek azok a regionális klánokon alapuló csoportosulások, melyek Sziad Barré diktátor vesztes etiópiai háborújában regionális hatalmuk kiépítésének lehetőségét látták. Véres küzdelmek után sikerült a diktátor hatalmát megdönteni, de az ellene összefogó hadurak az 1990-es évektől egymás ellen fordultak, és hatalmi játszmáik újabb háborús éveket hoztak az ország lakosságának. A vezető hadurak sűrűn változó szövetségekbe tömörülve próbálták befolyásukat egymás ellenében kiépíteni.
A nemzetközi diplomácia törekvése egy központi kormány megalakítására nemcsak az érdekkonfliktusok miatt hiúsult meg eddig. Fontos tényező a stabilitás megteremtésének kudarcában, a törzsi, kláni szerveződéseknek a kiemelkedő szerepe, és az ezek felett álló központi „állam” tradíciójának hiánya, amit fokozott Barre megosztó politikája. Mindezek ellenére megfigyelhető egy stabilizáló tendencia, mely az országon belüli autonóm területek létrejöttében nyilvánul meg. Ezen területek élén a polgárháború során tartós befolyást szerzett klánok és hadurak állnak, és napjainkban ezek tekinthetőek a politikai hatalom tényleges centrumainak.

## A konfliktus szereplői

### Az egyes területek klánjai
A főbb klánterületek a következők:

#### Szomáliföld
Az első terület mely kinyilvánította a szuverenitását az Szomáliföld, Szomália északi része, a korábbi brit kolónia. A területen befolyásos Isaaq klán 1981-ben Londonban megalapította a Somali National Movement (SNM) nevű mozgalmat, mely etióp támogatással küzdött Barre ellen 1981-től. A szomáliföldi háború válaszul Barre népirtásba kezdett.
A szomáliföldi ellenállás végül hatalmas áldozatok árán győzelmet aratott, melynek eredményeként 1991. május 18-án kiáltották ki függetlenségüket, amelyet máig nem ismert el egyetlen nemzetközi szerv sem. Politikai stabilitásukat egy törzsi hagyományokat figyelembe vevő, és ezekre nyugati intézményi struktúrákat alkalmazó berendezkedéssel teremtették meg. Viszonylagos nyugalom jellemzi a szakadár államot, igaz a partjaik környékén rendszeres kalózkodáson nem tud a központi kormányzat felülkerekedni, de ennél talán nagyobb probléma az ország számára a Szomália szomszédos tartományaival lezáratlan területi vita. A polgárháború későbbi történéseiből, és a most is zajló konfliktusból kimaradt az állam, annak ellenére, hogy elítélte az Iszlám Bíróságok Szövetségének (Islamic Courts Union, ICU) radikalizmusát végig igyekezett neutralitását megőrizni. A szomáliai események központi szereplőjévé, a szomáliai központi kormányzat megerősödése és a területet Szomáliába visszacsatolni szándékozó érdekcsoportok befolyásának növekedése esetén kerülhet.

#### Puntföld
Szomáliföld szomszédságában, Északkelet-Szomáliában, található a következő kiemelkedő régió, ez Puntföld. A polgárháború korai szakaszában (1981) megalapított Somali Salvation Democratic Front (SSDF) szerzett befolyást e területen. A szervezet a Majerteen klán köré épült, vezetői Juszuf Ahmed és Mohamed Gedi. A területről sikerült kiűzni az iszlamista al-Itihaad al-Iszlámíja (AIAI) szervezetet így 1998-ban a United Somali Party (USP) és a Somali National Democratic Union (SNDU) támogatásával, egy közös kormányzat kiépítésével megalakulhatott az autonóm Puntföld. A terület jövőjét Szomálián belül képzeli el, egy szövetségi állam, vagy föderáció kiépítését szorgalmazza. Kapcsolata a jelenlegi központi kormánnyal (Szövetséges Átmeneti Kormány, TFG) szoros, hiszen Szomália elnöke Juszuf Ahmed, a kormányfő Mohamed Gedi, az SNDU vezetője Iszmáel Abdi pedig a hajózást és a kikötőket felügyelő miniszter. Viszonyát Szomálifölddel egy területi konfliktus határozza meg: Szomáliföld keleti tartományaiban (Sool, Sanaag) kláni kötődések miatt az USP támogatottsága erős, az USP ezért magának követeli a két tartomány feletti fennhatóságot. Az átmeneti kormány és az iszlám milíciák konfliktusába viszonylag későn keveredett Puntföld, erre az az egyszerű magyarázat, hogy az ICU által ellenőrzött területek csak 2006 novemberére közelítették meg Puntföld határát. Ekkor a tartomány megelőző jelleggel csapást mért az iszlám fegyveresekre, de súlyos veszteségeket szenvedett.

#### Jubaföld
A következő kiemelt fontosságú terület a délen fekvő, Kismaayo központú Jubaföld (Jubaland). Három tartományában a Marehan, Ogaden illetve a Harti klánok dominálnak. Ez a régió már az 1990-es évek elejének háborúi során is kiemelt terület volt. A területen eleinte a Barre-t megbuktató United Somali Frontot (USC) támogató Somali Patriotic Movement (SPM) tett szert jelentősebb befolyásra. Az USC kettéválása és a kormányalakítási kísérletekben az SPM mellőzése, 1992-ben törzsi alapon az SPM szakadásához vezetett. A Sziad Hersi Morgan vezette SPM-Harti 1998-ban megalapította az autonóm Jubalandot, de ez a frakció hamarosan szemben találta magát Barre törzsének (Marehan) szervezetével, a Somali National Fronttal (SNF), pontosabban az abból, az Ogaden és Habr Gedir klánok támogatásával létrejövő Allied Somali Forces (ASF) nevű Morgan-ellenes csoportosulással. Ez 1999 júniusára sikeresen elűzte Morgant, majd 2001-ben átkeresztelte magát Juba Valley Alliance-re (JVA) és azóta egészen az ICU 2006-os előretöréséig, majd az iszlamisták kiűzése után ismét a területi fennhatóság birtokosa. A JVA szintén a TFG támogatói közé tartozik, vezetőjük Barre Adan Sire Hiraale, Szomália jelenlegi védelmi minisztere.

#### Délnyugat-Szomália
Jubaföld északi szomszédságában elhelyezkedő három tartomány alkotja Délnyugat-Szomáliát, mely a Rahanweyn klán törzsi területeit jelenti. Székhelye Baydhabo. A polgárháborúban való részvételét eleinte a kiváró taktika jellemezte, egészen Baydhabo 1995-ös elvesztéséig. Az USC egyik vezetője Mohamed Aideed saját táborából, és a hozzá csatlakozó SPM ogadeni szárnyából, több déli klán támogatásával 1992-ben létrehozta a Somali National Alliance (SNA) nevű frakciót, és így kívánta hatalmát kiterjeszteni többek között a Rahanweyn klán területeire is. Ezzel, és Baydhabo elfoglalásával, életre hívta a Rahanweyn Resistance Army-t (RRA), mely 1999-re sikeresen visszaszerezte a terület feletti uralmat.
Mohamed Aideed halála után a Kenya támogatását is bíró Husszein Aideed vette át a hatalmat az SNA-n belül, tovább folytatva a háborúskodást az RRA-val. A 2000-ben Dzsibutiban tartott békekonferencia során megszülető központi kormányzat, Transitional National Government (TNG) támogatói közé állt az RRA, míg a konferenciától távolmaradó Aideed létrehozta a TNG, illetve a JVA ellensúlyozására szolgáló politikai mozgalmát, a Somalia Reconciliation and Restoration Councilt (SRRC). Ez a szervezet vezetett 2002-ben az RRA súlyos belső konfliktusához.
Az RRA vezetésében három vezéralak közül az egyik, Muhammad Nur Satigadud ugyanis az SRRC támogatói közé állt, míg Madobe és Habsade a TNG-hez maradtak lojálisak. Ez a viszály 2004-re oldódott meg, az új központi kormány (TFG) létrehozását ugyanis mindkét fél támogatta. Délnyugat-Szomália autonómiája 2002 áprilisában jött létre Shatigadud elnökségével, státusa Puntföldéhez hasonlít. A TFG-ben való közös részvétel ellenére viszonya Jubalanddal, illetve a JVA-val konfliktusosnak számít, mivel mindkét tartomány igényt tart egymás területére, illetve Szomália teljes déli részének ellenőrzésére. Az érdekellentét, az iszlamisták elleni közös harcnak is köszönhetően, úgy néz ki kompromisszumos megoldással feloldhatóvá válik. A TFG és a konszolidáció melletti elkötelezettségüket mutatja az is, hogy Baydhabo városa biztosított székhelyet Mogadishu visszafoglalásáig (lásd alább) a kormánynak. Shatigadud Szomália pénzügyminiszteri tisztségét tölti be jelenleg, klánjának másik befolyásos hadura, Madobe, vele együtt parlamenti képviselő. Klánbeli riválisa Habsade pedig a légi- és szárazföldi forgalmat felügyelő miniszter.

#### Galmudug
Az utolsó Szomálián belül formálódott autonóm területi integritás, az a 2006. augusztus 14-én létrejött Galmudug. Puntföldtől délre helyezkedik el, Mudug, Hobyo, Harardhere tartományokat foglalja magában, központja Galcayo. Területén a Sacad, Dir, Shikhal és Hillibi törzsek élnek. Létrejöttét az ICU terjedésének köszönheti, az egységes fellépés elősegítéséért hozták ugyanis létre. Elnöke Mohamed Warsame Ali.

### Az államiság melletti erők
A széthúzó klánok mellett az egységes államhatalom létrehozására is vannak törekvések az országban.

#### Központi kormányzat
Az egységes központi hatalom létrejöttére több kísérlet is történt. A klánok csak külföldi nyomásra hajlandók kompromisszumot kötni egymással, a létrejövő világi állam-kezdeményezés általában nagyon törékenynek és rövid életűnek bizonyulnak.
A 2000-ben Dzsibutiban tartott békekonferencia során jött létre újra 1995 után a kis területre korlátozódott központi kormányzat Transitional National Government (TNG).
A de facto független Szomáliföldet nem számolva, a fentebb felsorolt, többé kevésbé autonóm államocskák, azok vezetői, és a mögöttük álló törzsi alapon szerveződő politikai csoportok mind felsorakoztak a 2004-ben Nairobiban megalakult kompromisszumos központi kormány, a TFG mögé. Még a 2000-es kísérletből kimaradó, Mogadishuban befolyásos Hussein Aideed is. (Ő miniszterelnök-helyettesi és mellette miniszteri posztot is tölt be). A belpolitikai helyzet ilyen irányba történt elmozdulása a konszolidáció és stabilizáció látszatát kelthette, annak ellenére, hogy elvben már 2000 óta a béke megteremtése mellett foglalnak állást a vezető politikai szereplők. A kormányt azonban a zavaros helyzetben áthatotta a korrupció.

#### Iszlamisták
Az Iszlám Bíróságok Szövetségének (Islamic Courts Union, ICU) előfutára az az al-Itihaad al-Iszlamíja (AIAI) nevű mozgalom, mely Barre bukása után Oszáma bin Láden segítségével jött létre. A mozgalom célja a szomáliai destabilitást kihasználva, a szunnita lakosság alapján egy iszlám ország létrehozása Afrika szarvában. Az AIAI fontos szerepet játszott az iszlám bíróságok megalapításában. Politikai befolyása a Puntföldtől elszenvedett vereség után elenyészővé vált. Szétszakadt egymástól független, területileg elszórt bíróságokra, melyek elsősorban szociális és rendfenntartó funkciókat láttak el. A befolyásuk alatt levő területeken, ezek főként a déli és a középső országrészeket jelentették, szigorú iszlám törvénykezést vezettek be, illetve kísérletet tettek a rend fenntartására. Ennek következtében szembekerültek a helyi hadurakkal, és az azokból alakuló központi kormányzattal. A sikeresebb fellépés érdekében 11 bíróság létrehozta az ICU-t, és megkísérelték az ország iszlám vezetés alatti egyesítését. Sok klánt tudtak maguk mellé állítani, mert a lakosság nagy része nagyra értékeli szociális munkásságuk eredményét, a szigorú iszlám törvények betartatása ellenére is. (Igaz, hogy a 11 bíróságból csak kettő számít igazán radikálisnak.) 2006 júliusára elfoglalták Mogadishut, 2006 végére a független Szomáliföld, az északi Puntföld, és egyes belső területek kivételével egész Szomáliára kiterjesztették fennhatóságukat, jelképessé téve ezzel a TFG hatalmát. Az ICU vezetői: Sharif Sheikh Ahmed, Hassan Dahir Aweys (az AIAI egyik vezére). Ifjúsági szervezete a Hizbul Shabaab, melynek az élén szintén egy volt AIAI vezető, Hasszán Al-Turki áll.
2007-es vereségük (lásd alább) után az ICU feloszlik, utódszervezete a Popular Resistance Movement in the Land of the Two Migrations (PRM), ez a Sejk Abdikadir által vezetett gerillaszervezet, a központi kormány megbénítását, az etióp és az idegen békefenntartók kiüldözését tűzte ki céljául.

#### ENSZ-békefenntartók
Lásd alább!

## A konfliktus története

### Az állam széthullása 1991–1995 között
A Sziad Barre diktátor hatalmát megdöntő hadurak egymás ellen fordultak. A délnyugat-szomáliai Aideed tábornok, aki korábban Barre nagykövete volt, lett az egyik legerősebb hadúr.
Az ENSZ a kormányzat helyreállítása és a humanitárius katasztrófa megakadályozása céljából többnemzetiségű békefenntartó erőket küldött Szomáliába. A misszió azzal fenyegette a hadurakat, hogy elveszítik hatalmukat. Ezért 1993 júniusában a Havíje klán vezetője, Aideed megtámadta a soknemzetiségű ENSZ-csapatokat. Az USA (az ENSZ által jóvá nem hagyott) válaszcsapása is elbukott, amikor két helikopterüket lelőtték 1993. október 3-án. (Ridley Scott A Sólyom végveszélyben c. filmje ennek a balul sikerült napnak állít emléket.) 1995-ben az ENSZ-nek ki kellett vonulnia az országból. Az összes társadalmi szervezet és segélyszervezet is távozott ekkor.

### Káosz 1995–2005 között
1996-ban Aideed meghalt. Az USA ezután aktívan támogatta a hadurakat, hogy azok küzdjenek az iszlamista erők ellen.

### Iszlamista előrenyomulás 2006-ban
A 2006-os év viszont egy új fejezetet nyitott a szomáliai polgárháború történetében, az országot ismét a nemzetközi érdeklődés középpontjába állítva. A helyzet egy egész Kelet-Afrikát destabilizáló konfliktus kezdetéhez kezdett hasonlítani, illetve egy iszlamista állam születésének lehetőségét hordozta magában. A háborúban fontos szerephez jutottak a környező országok, illetve nemzetközi szervezetek. A konfliktus középpontjába a jelentősen megerősödött iszlamisták kerültek.

### Etióp beavatkozás 2006 végén

Harcok Baydhabo körül 2006. december 26-án

Etiópia beavatkozása 2006 december 20. és 25. között

2006 decemberében Etiópia a szomáliai kormánycsapatok oldalán támadást indított az Iszlám Bíróságok Szövetsége (ICU) által vezetett terület és kormányzata ellen. Kiűzte őket Mogadishuból és a fő támaszpontjuknak számító Kismaayóból. 2007 januárjában az USA is bekapcsolódott: január 8-ai légicsapást hajtott végre. Az etióp–szomáliai háború az iszlamisták vereségével pár nap alatt végetért, az ideiglenes kormány a klánokra alapozva igyekezett újjászervezni a közigazgatást. Az 1975-ben tartott utolsó népszámlálás alapján igyekeztek meghatározni, hogy melyik klán mennyi parlamenti képviselői helyhez vagy miniszteri bársonyszékhez jusson. Az ország továbbra is a korrupció melegágya, a klánok között továbbra sincs egyetértés.

### Núr Haszan Huszein kormányalakítási kísérlete 2007 végén
Núr Hasszán Husszein 2007. november végén nyert miniszterelnöki megbízatást. Az általa december 2-án kinevezett kabinet nem kapott parlamenti jóváhagyást, miután öt tisztviselő távozott, sérelmezve klánjuk „alulreprezentáltságát” a kormányban. A kormányfő 16-án feloszlatta kabinetjét, és minisztereivel tanácskozva úgy döntött, hogy a következő két hét folyamán új kabinetet nevez ki. Az új összetételről így szólt: „Abba a kormányba a miniszterek ötven százaléka kerül majd kívülről és ötven százaléka a parlamentből”.

## A konfliktus nemzetközi háttere
A külföldi hatalmak szerepvállalása az iszlamista ICU-hoz fűződő kapcsolatuk függvényében értelmezhető a legegyszerűbben, de azért mindenképpen szükséges figyelembe venni ezen túlmutató érdekeiket is.

### Etiópia
Etiópia történetileg Szomália riválisának tekinthető, a térség legerősebb hadseregét birtokolja, és a legjelentősebb külföldi résztvevője a moszlim milicisták elleni háborúnak a TFG oldalán. Részvételét területi integritásának veszélyeztetettségével indokolta, továbbá magyarázható vallási alapon is. Etiópia lakosságának fele keresztény, fele muszlim, így belső békéjét is veszélyeztetné egy szomszédságában létrejövő radikális iszlám állam. Az ICU etiópellenességét, azokra a vádakra alapozza, melyek szerint Etiópia a TFG befolyásolásával Szomália irányítására, vagy esetleg akár bekebelezésére tör. Ezeknek az ellenérzéseknek a gyarmati időkig is visszanyúló történelmi gyökerei vannak, melyeket olyan sérelmek is konzerválnak és táplálnak, mint Ogaden tartomány 1948-as Etiópiához csatolása. Etiópiát iszlámellenességében erősíti szomszédjával Eritreával való kapcsolata.

### Eritrea
Eritreát 1952-ben egyesítették Etiópiával, függetlenségét Meriam kommunista diktatúrájának bukása után szerezhette vissza. 1991-ben Males Zenawi hatalomra kerülése után népszavazással dönthetett státuszáról, ennek eredményeképp 1993-ban kapta vissza szuverenitását. A békés együttélés a két ország között nem tartott sokáig, 1998-ban határvitáik miatt háború tört ki közöttük, melynek 2000-ben vége szakadt, de az UNMEE nevű ENSZ-misszió beavatkozása és vizsgálatai ellenére máig rendezetlen a kérdés. Az ICU-nak nyújtott eritreai katonai támogatás az Etiópiával folytatott rivalizálás szomáliai folytatását jelenti egyes értelmezések szerint, és egy nyílt etióp-eritreai háború kiújulásával is fenyegetett. Eritrea érdekelt egy Etióp-befolyástól mentes, egységes, erős Szomália létrehozásában, hiszen ez ellensúlyozná Etiópia regionális befolyását, és ezért Szomáliföld függetlenedésének is nagy ellenzője. Ebben megerősíti Szomáliföld és Etiópia jó gazdasági kapcsolata. (Eritrea különválásával ugyanis Etiópia Szomáliföld kikötőit használja.)

### Kenya
Szomália szomszédai közül Kenya vesz még részt a konfliktusban. Nairobiban jött létre például a TFG és az átmeneti parlament is ott ülésezett egy ideig. A stabilitás megteremtése a térség fellendülését, szomszédos országok együttműködését hozhatná, és legfőképpen megszűnne az emigráció a háborús Szomáliából. Ez megállítaná az így is jelentősre duzzadt szomáliai menekültek számának növekedését az országban.

### USA
Érintett a háborúban még egy nagyhatalom is, mégpedig az Amerikai Egyesült Államok. Az USA szerepvállalása a térségben 1970-ig nyúlik vissza, igaz közvetlenül nem volt jelen.(A szovjetek által magára hagyott Barre-t támogatta egy ideig.) Ezt 1992-ben követte az ENSZ missziók megsegítésére küldött UNITAF, de az Operation Restore Hope sikertelensége után az ENSZ-szel együtt magára hagyta a térséget. Aktivitása az iszlám milíciák térnyerésével párhuzamosan nőtt. Tartott egyrészt egy Afganisztánhoz hasonló tálib rezsim kialakulásától, továbbá az ICU al-Kaida-kapcsolatai miatt a terrorizmus elleni háború kapcsán vált érdekelt a konfliktusban. Az ICU vezetői közül Adan Hashi Ayro és Hassan Dahir Aweys is szerepel az általuk keresett terroristák listáján.
Az USA (feltételezések szerint) 2006-ban mogadishui hadurak CIA-n keresztüli pénzelésével megpróbálta visszaszorítani az ICU-t. Létrehozták az ARPCT-ot, de a csoport hamar vereséget szenvedett, és május–június között Mogadishu is az iszlamisták kezére került). Diplomáciai befolyása latba vetésén kívül közvetlen akciókban is részt vett: 2007. január 8-ai légicsapást hajtott végre. Bizonyos források szerint a beismerteken kívül több katonai akcióra is sor került SAS-ügynökök, illetve a Dzsibutiban állomásozó tengerészgyalogosok bevetésével.
Az USA külpolitikában Afrika szerepének növekedését mutatja a Pentagon új kezdeményezése, az Africom. Az új parancsnokság egész Afrika területét lefedné, humanitárius és fejlesztési feladatokat is koordinálna. Létrehozásának okai közt a nigériai olajkitermelés biztosítása, Kína afrikai előretörésének megakadályozása mellett az iszlám kelet-afrikai terjedésének megakadályozása is szerepel.

### Az ENSZ szerepe
Az ENSZ az 1995-ös csúfos kudarca óta pusztán a diplomáciai rendezés előmozdításával vesz részt a polgárháború mérséklésében. A válság kezelésében kiemelkedő szerepet szántak annak a Kormányközi Fejlesztési Hatóságnak (IGAD), amely egy kelet-afrikai fejlesztési szervként jött létre és biztonságpolitikai kérdések kezelését is céljául tűzte ki.
Az Afrikai Unió (AU) támogatásával 2005-ben IGASOM néven békemissziót kellett volna kiállítania és mielőbb Szomáliába küldenie az ENSZ-nek. Az AU ugyanis a darfúri missziója mellett nem tudott volna kellőképpen Szomáliára koncentrálni. Az IGASOM kudarca az IGAD összetételének ismeretében nem olyan meglepő. Tagjai: Dzsibuti, Etiópia, Kenya, Szomália, Szudán, Uganda, Eritrea. Kenya és Uganda más együttműködési projektre összpontosít, (később Uganda az egyre hevesebbé váló harcokra hivatkozva nem tartja a környezetet alkalmasnak egy békefenntartó misszió kiküldésére). Szudán belső konfliktusokkal küzd, Etiópia jelenlétét Szomáliában pedig erősen ellenezte az ICU.
2005-ben az IGASOM gondolatának felmerülésekor, a helyzet teljesen más volt mint most, 2007-ben. Azóta egyértelművé vált a szélesebb alapokon nyugvó, más AU tagországokra is építő békemisszió létrehozásának a szükségessége. Az ország stabilizálása nehezebbnek tűnik ma, mint az IGASOM gondolatának megszületésekor. Az idővel egyre radikálisabbá váló iszlám csoportok tevékenysége miatt, a békefenntartó katonák élete is nagyobb veszélyben van ma, mint 2005 közepén lett volna. Ennek ellenére az ENSZ, az Európai Unió (EU) és az USA anyagi és diplomáciai támogatásával úgy tűnik Uganda, Malawi, Burundi, Nigéria, Ghána részvételével sikerült létrehozni az AMISOM névre átkeresztelt békemissziót.
Jelenleg még csak Uganda katonái érkeztek Szomáliába, de már most látszik, hogy nem lesz könnyű dolga az AMISOM-nak. A PRM gerillái sikeresen küzdenek a külföldi és kormánycsapatok ellen. A háború korábbi szakaszaiban az Arab Liga, és az Afrikai Unió is felszólította Etiópiát, hagyja el az országot, a szomáliai átmeneti kormány feje viszont ragaszkodott maradásukhoz, és az etióp csapatok nem is távoztak. Most már viszont Etiópia kormánya túl nagy gazdasági tehertételnek véli a küldetést, ezért mielőbbi csapatkivonásokra készül, melyeket nem igazít az AMISOM többi csapatának megérkezéséhez. A csapatszállítás felgyorsítására, és hiányosságainak pótlására az AU a NATO segítségét kérte. Ebben a kérdésben döntés még nem született, de feltételezhető hogy ilyen módon a NATO is kiveszi részét a békemisszióból. Az EU 2007 elején humanitárius segítségnyújtást biztosított az országnak, békefenntartók küldését elvetette.